# 탬파 스타디움
탬파 스타디움(Tampa Stadium)은 미국 플로리다주 탬파에 소재했던 경기장이다. 과거 NFL 탬파베이 버커니어스와 MLS 탬파베이 뮤터니 그리고 USFL 탬파베이 밴디츠의 홈경기장이다.